# Humaniztikz
Humaniztikz – polski projekt muzyczny, założony w Warszawie wykorzystujący muzykę elektroniczną łączącą takie gatunki jak rap, funk i soul.

## Historia projektu

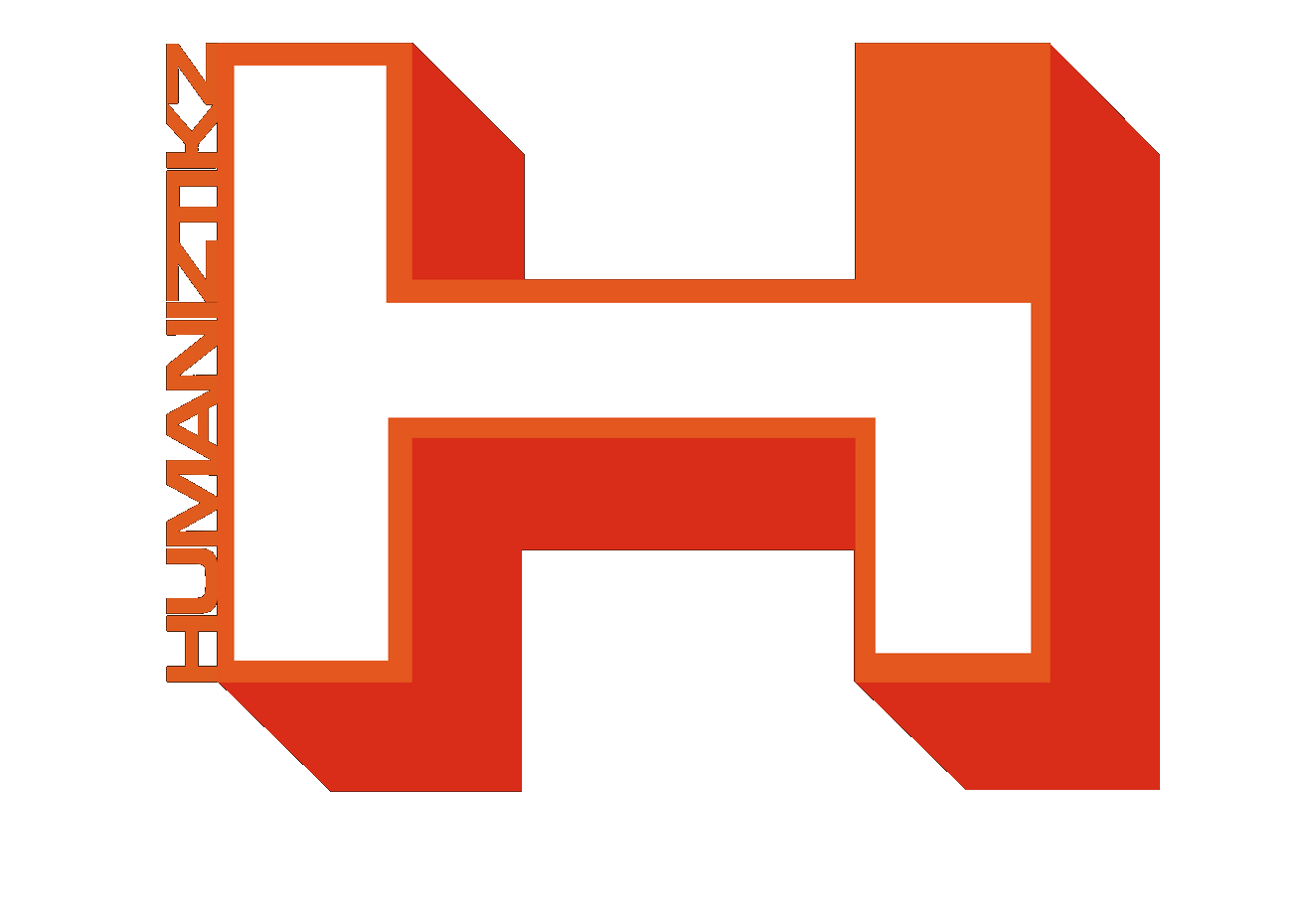
Logo projektu stworzone przez Patryka Kościelniaka

Pomysł na projekt zainicjował Martin Tigermaan, który chciał ukazać inną twarz rodzimej sceny hip-hop i rap. Celem przedsięwzięcia było ukierunkowanie się na nowe brzmienia w muzyce z wykorzystaniem gitary basowej, gitary elektrycznej, programów komputerowych i tzw. wtyczek VST. Do projektu zaprosił m.in. Platoona, Marcina „Nuta” Żurawicza, Reda, basistę Bartka „Bartozzi” Wojciechowskiego i wokalistkę Joannę „Lady K.” Kowalczyk.

W projekt zaangażowało się także wiele osób kreatywnych i twórców z kręgów sztuki graficznej i wizualnej, w tym m.in. Patryka Kościelniaka. Teledyski zespołu powstawały z dużym rozmachem. Teledysk do piosenki „La disco”, który został nakręcony w hali aerodynamicznej budynku mieszczącego się na warszawskim Okęciu należącego do PZL LOT, zdobył nominację do nagrody na Festiwalu Polskich Wideoklipów „Yach Film 2004”.

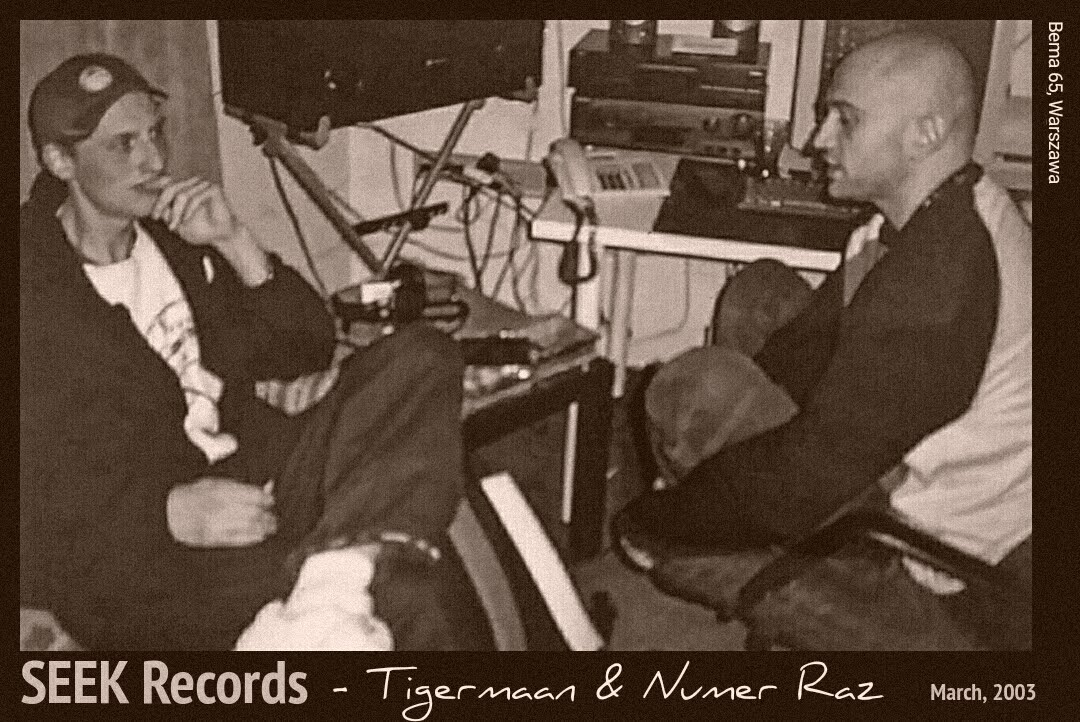
Numer Raz i Tigermaan podczas rozmowy o teledysku „Zazdrość” Humaniztikz RMX w studiu SEEK Records

## Dyskografia

### Single, Remixy i EP
| Rok  | Tytuł                                                | Wydawnictwo         |
| ---- | ---------------------------------------------------- | ------------------- |
| 2003 | „La Disco”                                           | Asfalt Records      |
| 2004 | „Numer Raz – Zazdrość – Humaniztikz Vocal Cut Remix” | Wielkie Joł         |
| 2011 | „Instrumental EP”                                    | Humaniztikz Records |
| 2012 | „Hypnotic Bass”                                      | Humaniztikz Records |
| 2012 | „I need you”                                         | Humaniztikz Records |
| 2023 | „Dreaming”                                           | Humaniztikz Records |
| 2023 | „Awaiting of Parousia”                               | Humaniztikz Records |
| 2024 | „Unknown Planets”                                    | Humaniztikz Records |
| 2024 | „Bookworm”                                           | Humaniztikz Records |

## Teledyski
| Tytuł                                                   | Rok  | Reżyseria        | Singiel              | Źródło |
| ------------------------------------------------------- | ---- | ---------------- | -------------------- | ------ |
| „La Disco” (gościnnie: Red, Lady.K)                     | 2003 | Julek Dworak     | La Disco             | [ 14 ] |
| „Numer Raz – Zazdrość by Humaniztikz (Vocal Cut Remix)” | 2004 | Karol Zakrzewski | Numer Raz – Zazdrość | [ 15 ] |

## Nagrody i wyróżnienia
| Rok  | Kategoria                                         | Nagroda        | Uwagi     | Źródło |
| ---- | ------------------------------------------------- | -------------- | --------- | ------ |
| 2004 | Animacja (Numer raz – Zazdrość – Humaniztikz RMX) | Yach Film 2004 | Nominacja | [ 16 ] |